# Swart Hindriks kvarn

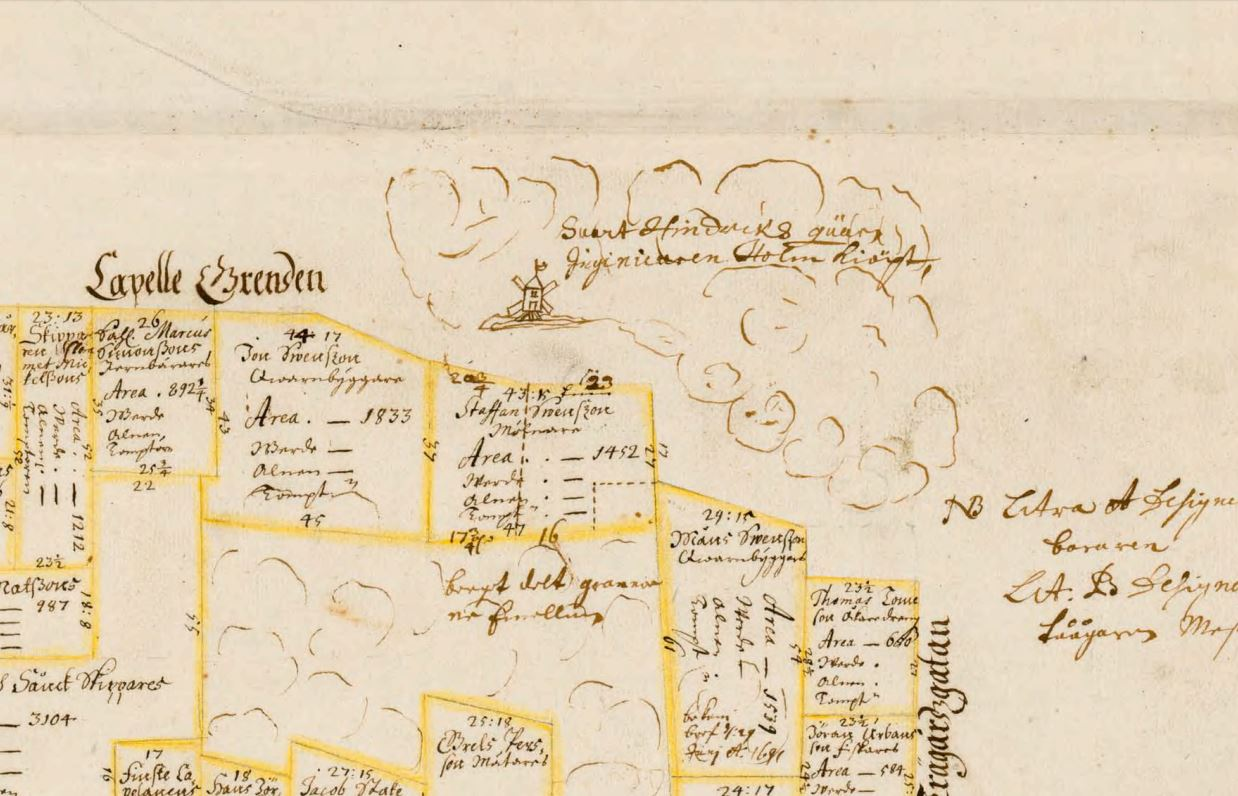
"Swart Hindricks quarn" enligt Holms tomtbok, 1674.

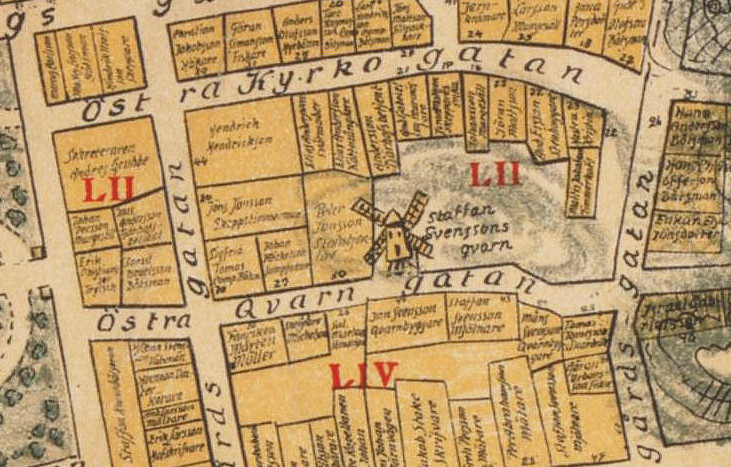
"Staffan Svenssons kvarn" enligt rekonstruktion från 1916 av Carl Björling efter Holms karta.

Swart Hindriks kvarn (även kallad Swarttzen Quarn eller Svart-Henriks kvarn och efter mjölnarens namn även Staffan Svenssons kvarn) var en väderkvarn på nordöstra Södermalm i Stockholm. Kvarnen är känd sedan 1600-talet och brann troligen ner i samband  med Katarinabranden 1723.

## Historik
På det bergiga området i nordöstra Södermalm fanns flera väderkvarnar. En av dem var Swart Hindriks kvarn uppkallad efter sin ägare Swart Hindrik, Henrik eller Hindrich. Kvarnen stod ungefär i dagens kvarter Sandbacken Mindre där Glasbrukstäppans klippa och Hantverksinstitutets byggnad ligger. 
I Holms tomtbok från 1674 finns kvarnen inritad i slutet av Capelle Grenden (nuvarande Sandbacksgatan). Kvarnen visas som stolpkvarn med en förklarande text bredvid: Swart Hindrichz quarn, Ingenieuren Holm kiöpt. Den förvärvades tydligen av stadsingenjören Johan Holm, upphovsmannen till Holms tomtböcker. Samma år omnämns den som Swarttzen Quarn. I kvarteret intill bodde mjölnaren Staffan Svensson, varför kvarnen även kallades Staffan Svenssons kvarn. Hans granne var kvarnbyggaren Jon Svensson. Kvarnen är inte längre redovisad på Petrus Tillaeus karta från 1733. Man kan därför utgå ifrån att den brann ner i samband  med Katarinabranden 1723. Ett hundratal meter norr om Swart Hindriks kvarn låg kvarnen Havfrun som också anges 1733 som nedbrunnen.

## Gatunamn
Kvarnen gav upphov till gatunamnen Östra Qwarngränd (1733) och Catarina östra Qvarngränd (1820). Fram till 1900-talets början var det en del av Stigbergsgatan. När den nedsprängda Renstiernas gata anlades fick den västra, avkapade delen av Stigbergsgatan sitt nuvarande namn, Sandbacksgatan. En nu försvunnen gata i området var uppkallad efter kvarnägaren Swart Hindrik och hette Swartens gränd (ej att förväxla med Svartensgatan).